# Хеит
Хеит (осет. Хеит, груз. ხეითი — Хеити) — село в Закавказье, расположено в Цхинвальском районе Южной Осетии, фактически контролирующей село; согласно юрисдикции Грузии — в Горийском муниципалитете.

## География
Село располагается к северу от Цхинвала на левом берегу реки Большая Лиахва к северо-востоку от бывшего грузинского села Тамарашени.

## Население
По переписи 1989 года в селе жило 378 человек, в том числе грузины составили 283 жителя (75 %), осетины — 95 человек (25 %). После изгнания осетинского населения и периода грузинского контроля над селом в 1992-2008 гг. основное население составили грузины. По переписи 2002 года (проведённой властями Грузии, контролировавшей часть Цхинвальского района на момент проведения переписи) в селе жило 807 человек, в том числе грузины составили 95 % от всего населения.

## История
В период южноосетинского конфликта в 1992-2008 гг. село находилось в зоне контроля Грузии. В ходе войны в августе 2008 года, по информации Human Rights Watch, 9 августа село попало под обстрел с российской стороны, погиб Нугзар Бугианишвили. После войны село перешло под контроль РЮО, после ухода грузинских войск многие домовладения без контроля МВД РЮО были подвергнуты сожжению.

## Топографические карты
- Лист карты K-38-64 Цхинвали. Масштаб: 1 : 100 000. Состояние местности на 1987 год. Издание 1989 г.